# Bahnstrecke Wilmington–Agamenticus
| Gesellschaften: | PAR, MBTA                                                                                           |                                                      |                                                      |
| Streckenlänge: | 94 km                                                                                               |                                                      |                                                      |
| Spurweite: | 1435 mm (Normalspur)                                                                                |                                                      |                                                      |
| Zweigleisigkeit: | heute: Shawsheen–Plaistow, Newfields–Rockingham Jct. und Dover–Rollinsford, früher: gesamte Strecke |                                                      |                                                      |
| | |                                                      |                                                      |
| \| \| \| von Boston \| \| \| \| 0,0 \| Wilmington MA \| Wilmington MA \| \| \| \| nach Wilmington Junction (neue Strecke) \| \| \| \| \| nach Lowell \| \| \| \| \| Bay State Street Railway (Main Street) \| \| \| \| \| von Wilmington (neue Strecke) \| \| \| \| \| von Boston \| \| \| \| 4,8 28,84 \| Wilmington Junction MA \| Wilmington Junction MA \| \| \| \| Verbindung nach Tewksbury Junction \| \| \| \| \| Strecke Peabody–Tewksbury Junction \| \| \| \| \| Verbindung von Peabody \| \| \| \| \| Interstate 93 \| \| \| \| 31,50 \| Lowell Junction MA (Bahnhof im Gleisdreieck) \| Lowell Junction MA (Bahnhof im Gleisdreieck) \| \| \| \| nach Lowell \| \| \| \| \| Shawsheen River \| \| \| \| 32,96 \| Ballardvale MA \| Ballardvale MA \| \| \| \| Shawsheen River \| \| \| \| \| Streckenverlegung 1848 \| \| \| \| 36,50 \| Andover MA \| Andover MA \| \| \| \| Bay State Street Railway (North Main Street) \| \| \| \| 38,48 \| Shawsheen \| Shawsheen \| \| \| \| Interstate 495 \| \| \| \| \| Bay State Street Railway (Winthrop Avenue) \| \| \| \| \| von Lowell \| \| \| \| 41,25 \| South Lawrence MA (Keilbahnhof) \| South Lawrence MA (Keilbahnhof) \| \| \| \| nach Manchester \| \| \| \| \| nach Lawrence (Boston&Lowell-Bahnhof) \| \| \| \| \| Bay State Street Railway (Massachusetts Av/Union St) \| \| \| \| 42,50 \| Lawrence MA \| Lawrence MA \| \| \| \| Interstate 495 \| \| \| \| \| Strecke Salem–North Andover \| \| \| \| \| Bay State Street Railway (Sutton Street) \| \| \| \| 44,00 \| North Andover MA \| North Andover MA \| \| \| \| Streckenverlegung 1848 \| \| \| \| 49,15 \| Ward Hill MA \| Ward Hill MA \| \| \| 52,35 \| Bradford MA \| Bradford MA \| \| \| \| nach Georgetown \| \| \| \| \| Merrimack River \| \| \| \| \| Bay State Street Railway (Washington Street) \| \| \| \| 53,00 \| Haverhill MA \| Haverhill MA \| \| \| \| Little River \| \| \| \| \| Interstate 495 \| \| \| \| 57,05 \| Rosemont MA \| Rosemont MA \| \| \| \| Massachusetts/New Hampshire \| \| \| \| 58,66 \| Atkinson NH \| Atkinson NH \| \| \| 59,96 \| Westville \| Westville \| \| \| 61,62 \| Plaistow NH \| Plaistow NH \| \| \| 65,58 \| Newton Junction NH (früher Newton) \| Newton Junction NH (früher Newton) \| \| \| \| nach Merrimac \| \| \| \| 68,08 \| Russ Crossing \| Russ Crossing \| \| \| \| Powwow Pond \| \| \| \| 71,66 \| Powwow River \| Powwow River \| \| \| 73,26 \| East Kingston NH \| East Kingston NH \| \| \| \| Fresh River \| \| \| \| 81,11 \| Exeter NH \| Exeter NH \| \| \| 87,52 \| Newfields NH (früher South Newmarket) \| Newfields NH (früher South Newmarket) \| \| \| 89,00 \| Rockingham Jct. NH (früher Newmarket Jct.) \| Rockingham Jct. NH (früher Newmarket Jct.) \| \| \| \| Verbindungskurven \| \| \| \| \| Strecke Portsmouth–Bow Junction \| \| \| \| 92,02 \| Newmarket NH \| Newmarket NH \| \| \| \| Lamprey River \| \| \| \| ca. 95 \| Bennett Road \| Bennett Road \| \| \| 99,26 \| Durham NH \| Durham NH \| \| \| 102,66 \| Madbury NH \| Madbury NH \| \| \| ca. 107 \| Coffins Cut NH (prov. Bahnhof, nur 1841) \| Coffins Cut NH (prov. Bahnhof, nur 1841) \| \| \| \| Cocheco River \| \| \| \| \| von Portsmouth \| \| \| \| \| von Alton Bay \| \| \| \| 107,95 \| Dover NH \| Dover NH \| \| \| \| DS&R (Franklin Pierce Highway) \| \| \| \| 112,38 \| Rollinsford NH \| Rollinsford NH \| \| \| \| nach Somersworth \| \| \| \| 114,38 \| Salmon Falls NH \| Salmon Falls NH \| \| \| \| Strecke Jewett–Intervale Junction \| \| \| \| \| Salmon Falls River, New Hampshire/Maine \| \| \| \| 115,08 \| Cummings ME (früher South Berwick) \| Cummings ME (früher South Berwick) \| \| \| \| nach Portland \| \| \| \| \| von Portsmouth \| \| \| \| 119,04 \| Agamenticus ME (früher South Berwick Junction) \| Agamenticus ME (früher South Berwick Junction) \| \| \| \| nach Portland \| \| | |                                                      |                                                      |
| Strecke | | von Boston                                           | von Boston                                           |
| Bahnhof | 0,0                                                                                                 | Wilmington MA                                        | Wilmington MA                                        |
| Abzweig geradeaus und nach rechts | | nach Wilmington Junction (neue Strecke)              | nach Wilmington Junction (neue Strecke)              |
| Abzweig ehemals geradeaus und nach links | | nach Lowell                                          | nach Lowell                                          |
| Kreuzung (Strecken außer Betrieb) | | Bay State Street Railway (Main Street)               | Bay State Street Railway (Main Street)               |
| Abzweig ehemals geradeaus und von rechts | | von Wilmington (neue Strecke)                        | von Wilmington (neue Strecke)                        |
| Abzweig geradeaus und von rechts | | von Boston                                           | von Boston                                           |
| Dienststation / Betriebs- oder Güterbahnhof | 4,8 28,84                                                                                           | Wilmington Junction MA                               | Wilmington Junction MA                               |
| Abzweig geradeaus und ehemals nach links | | Verbindung nach Tewksbury Junction                   | Verbindung nach Tewksbury Junction                   |
| Kreuzung (Querstrecke außer Betrieb) | | Strecke Peabody–Tewksbury Junction                   | Strecke Peabody–Tewksbury Junction                   |
| Abzweig geradeaus und ehemals von rechts | | Verbindung von Peabody                               | Verbindung von Peabody                               |
| Strecke mit Straßenbrücke | | Interstate 93                                        | Interstate 93                                        |
| Dienststation / Betriebs- oder Güterbahnhof | 31,50                                                                                               | Lowell Junction MA (Bahnhof im Gleisdreieck)         | Lowell Junction MA (Bahnhof im Gleisdreieck)         |
| Abzweig geradeaus, ehemals nach links und von links | | nach Lowell                                          | nach Lowell                                          |
| Brücke über Wasserlauf | | Shawsheen River                                      | Shawsheen River                                      |
| Haltepunkt / Haltestelle | 32,96                                                                                               | Ballardvale MA                                       | Ballardvale MA                                       |
| Brücke über Wasserlauf | | Shawsheen River                                      | Shawsheen River                                      |
| Verschwenkung nach links und ehemals nach rechts | | Streckenverlegung 1848                               | Streckenverlegung 1848                               |
| Bahnhof (Strecke außer Betrieb) · Haltepunkt / Haltestelle | 36,50                                                                                               | Andover MA                                           | Andover MA                                           |
| Kreuzung (Strecken außer Betrieb) · Kreuzung (Querstrecke außer Betrieb) | | Bay State Street Railway (North Main Street)         | Bay State Street Railway (North Main Street)         |
| Strecke (außer Betrieb) · ehemaliger Haltepunkt / Haltestelle | 38,48                                                                                               | Shawsheen                                            | Shawsheen                                            |
| Strecke (außer Betrieb) · Strecke mit Straßenbrücke | | Interstate 495                                       | Interstate 495                                       |
| Abzweig geradeaus und von rechts (Strecke außer Betrieb) · Strecke | | Bay State Street Railway (Winthrop Avenue)           | Bay State Street Railway (Winthrop Avenue)           |
| Strecke (außer Betrieb) · Abzweig geradeaus und von links | | von Lowell                                           | von Lowell                                           |
| Strecke (außer Betrieb) · ehemaliger Bahnhof | 41,25                                                                                               | South Lawrence MA (Keilbahnhof)                      | South Lawrence MA (Keilbahnhof)                      |
| Strecke (außer Betrieb) · Abzweig geradeaus, ehemals nach links und ehemals von links | | nach Manchester                                      | nach Manchester                                      |
| Strecke (außer Betrieb) · Abzweig geradeaus und ehemals nach links | | nach Lawrence (Boston&Lowell-Bahnhof)                | nach Lawrence (Boston&Lowell-Bahnhof)                |
| Abzweig geradeaus und nach links (Strecke außer Betrieb) · Kreuzung geradeaus unten (Querstrecke außer Betrieb) | | Bay State Street Railway (Massachusetts Av/Union St) | Bay State Street Railway (Massachusetts Av/Union St) |
| Strecke (außer Betrieb) · Bahnhof | 42,50                                                                                               | Lawrence MA                                          | Lawrence MA                                          |
| Strecke (außer Betrieb) · Strecke mit Straßenbrücke | | Interstate 495                                       | Interstate 495                                       |
| Kreuzung (Strecken außer Betrieb) · Abzweig geradeaus und ehemals nach rechts | | Strecke Salem–North Andover                          | Strecke Salem–North Andover                          |
| Kreuzung (Strecken außer Betrieb) · Kreuzung (Querstrecke außer Betrieb) | | Bay State Street Railway (Sutton Street)             | Bay State Street Railway (Sutton Street)             |
| Bahnhof (Strecke außer Betrieb) · ehemaliger Bahnhof | 44,00                                                                                               | North Andover MA                                     | North Andover MA                                     |
| Verschwenkung von links und ehemals von rechts | | Streckenverlegung 1848                               | Streckenverlegung 1848                               |
| Dienststation / Betriebs- oder Güterbahnhof | 49,15                                                                                               | Ward Hill MA                                         | Ward Hill MA                                         |
| Bahnhof | 52,35                                                                                               | Bradford MA                                          | Bradford MA                                          |
| Abzweig geradeaus und ehemals nach rechts | | nach Georgetown                                      | nach Georgetown                                      |
| Brücke über Wasserlauf | | Merrimack River                                      | Merrimack River                                      |
| Kreuzung geradeaus oben (Querstrecke außer Betrieb) | | Bay State Street Railway (Washington Street)         | Bay State Street Railway (Washington Street)         |
| Bahnhof | 53,00                                                                                               | Haverhill MA                                         | Haverhill MA                                         |
| Brücke über Wasserlauf | | Little River                                         | Little River                                         |
| Strecke mit Straßenbrücke | | Interstate 495                                       | Interstate 495                                       |
| ehemaliger Haltepunkt / Haltestelle | 57,05                                                                                               | Rosemont MA                                          | Rosemont MA                                          |
| Grenze | | Massachusetts/New Hampshire                          | Massachusetts/New Hampshire                          |
| ehemaliger Bahnhof | 58,66                                                                                               | Atkinson NH                                          | Atkinson NH                                          |
| ehemaliger Bahnhof | 59,96                                                                                               | Westville                                            | Westville                                            |
| Dienststation / Betriebs- oder Güterbahnhof | 61,62                                                                                               | Plaistow NH                                          | Plaistow NH                                          |
| Dienststation / Betriebs- oder Güterbahnhof | 65,58                                                                                               | Newton Junction NH (früher Newton)                   | Newton Junction NH (früher Newton)                   |
| Abzweig geradeaus, ehemals nach rechts und ehemals von rechts | | nach Merrimac                                        | nach Merrimac                                        |
| ehemaliger Haltepunkt / Haltestelle | 68,08                                                                                               | Russ Crossing                                        | Russ Crossing                                        |
| Brücke über Wasserlauf | | Powwow Pond                                          | Powwow Pond                                          |
| ehemaliger Bahnhof | 71,66                                                                                               | Powwow River                                         | Powwow River                                         |
| Dienststation / Betriebs- oder Güterbahnhof | 73,26                                                                                               | East Kingston NH                                     | East Kingston NH                                     |
| Brücke über Wasserlauf | | Fresh River                                          | Fresh River                                          |
| Bahnhof | 81,11                                                                                               | Exeter NH                                            | Exeter NH                                            |
| ehemaliger Bahnhof | 87,52                                                                                               | Newfields NH (früher South Newmarket)                | Newfields NH (früher South Newmarket)                |
| Dienststation / Betriebs- oder Güterbahnhof | 89,00                                                                                               | Rockingham Jct. NH (früher Newmarket Jct.)           | Rockingham Jct. NH (früher Newmarket Jct.)           |
| Abzweig geradeaus, nach rechts und ehemals nach links | | Verbindungskurven                                    | Verbindungskurven                                    |
| Kreuzung (Querstrecke außer Betrieb) | | Strecke Portsmouth–Bow Junction                      | Strecke Portsmouth–Bow Junction                      |
| Dienststation / Betriebs- oder Güterbahnhof | 92,02                                                                                               | Newmarket NH                                         | Newmarket NH                                         |
| Brücke über Wasserlauf | | Lamprey River                                        | Lamprey River                                        |
| ehemaliger Haltepunkt / Haltestelle | ca. 95                                                                                              | Bennett Road                                         | Bennett Road                                         |
| Bahnhof | 99,26                                                                                               | Durham NH                                            | Durham NH                                            |
| ehemaliger Haltepunkt / Haltestelle | 102,66                                                                                              | Madbury NH                                           | Madbury NH                                           |
| ehemaliger Bahnhof | ca. 107                                                                                             | Coffins Cut NH (prov. Bahnhof, nur 1841)             | Coffins Cut NH (prov. Bahnhof, nur 1841)             |
| Brücke über Wasserlauf | | Cocheco River                                        | Cocheco River                                        |
| Abzweig geradeaus und ehemals von rechts | | von Portsmouth                                       | von Portsmouth                                       |
| Abzweig geradeaus und ehemals von links | | von Alton Bay                                        | von Alton Bay                                        |
| Bahnhof | 107,95                                                                                              | Dover NH                                             | Dover NH                                             |
| Kreuzung (Querstrecke außer Betrieb) | | DS&R (Franklin Pierce Highway)                       | DS&R (Franklin Pierce Highway)                       |
| Dienststation / Betriebs- oder Güterbahnhof | 112,38                                                                                              | Rollinsford NH                                       | Rollinsford NH                                       |
| Abzweig geradeaus, nach links und ehemals von links | | nach Somersworth                                     | nach Somersworth                                     |
| Dienststation / Betriebs- oder Güterbahnhof | 114,38                                                                                              | Salmon Falls NH                                      | Salmon Falls NH                                      |
| Kreuzung geradeaus oben (Querstrecke außer Betrieb) | | Strecke Jewett–Intervale Junction                    | Strecke Jewett–Intervale Junction                    |
| Grenze auf Brücke über Wasserlauf | | Salmon Falls River, New Hampshire/Maine              | Salmon Falls River, New Hampshire/Maine              |
| ehemaliger Bahnhof | 115,08                                                                                              | Cummings ME (früher South Berwick)                   | Cummings ME (früher South Berwick)                   |
| Abzweig ehemals geradeaus und nach links | | nach Portland                                        | nach Portland                                        |
| Abzweig geradeaus und von rechts (Strecke außer Betrieb) | | von Portsmouth                                       | von Portsmouth                                       |
| Bahnhof (Strecke außer Betrieb) | 119,04                                                                                              | Agamenticus ME (früher South Berwick Junction)       | Agamenticus ME (früher South Berwick Junction)       |
| Strecke (außer Betrieb) | | nach Portland                                        | nach Portland                                        |

Die Bahnstrecke Wilmington–Agamenticus ist eine Eisenbahnstrecke in Massachusetts, New Hampshire und Maine (Vereinigte Staaten). Sie ist rund 94 Kilometer lang und verbindet die Hauptstrecken Boston–Lowell und Portland–Portsmouth. Sie ist ein Teil der Verbindung Boston–Halifax. Die normalspurige Strecke ist größtenteils noch in Betrieb. Den Güterverkehr führen die Pan Am Railways durch, denen auch die Strecke zwischen Haverhill und Cummings gehört. Den Personenfernverkehr betreibt die Amtrak, deren Züge die gesamte noch in Betrieb stehende Strecke benutzen. Der Abschnitt von Wilmington Junction bis Haverhill gehört der Massachusetts Bay Transportation Authority (MBTA), die auf dieser Strecke einen Vorortverkehr mit Personenzügen betreibt. Stillgelegt sind nur die früheren Endstücke der Strecke von Wilmington bis Wilmington Junction (4,8 km), wo jedoch auf neuer Trasse später wieder eine Bahnstrecke gebaut wurde, und von Cummings bis Agamenticus (3,96 km) im Stadtgebiet von South Berwick.

## Geschichte

### Bau
Nachdem 1830 die Boston and Lowell Railroad gegründet worden war, deren Strecke relativ geradlinig von Boston nach Lowell verlaufen sollte, wollte die Kleinstadt Andover einen Anschluss an diese Strecke. Lokale Investoren gründeten daher 1833 die Andover and Wilmington Railroad. 1835 ging die Hauptstrecke Boston–Lowell in Betrieb. Unmittelbar darauf begannen die Bauarbeiten für eine Zweigstrecke, die von Andover aus auf kürzestem Weg an die neue Eisenbahnstrecke heranführen sollte. Als Verknüpfungsstelle wählte man Wilmington. Die Strecke wurde am 8. August 1836 eröffnet.
1835 war in New Hampshire die Boston and Maine Railroad gegründet worden, die wie der Name schon vermuten lässt, eine Bahnstrecke von Boston nach Maine bauen wollte. Diese Gesellschaft hatte jedoch nur eine Konzession für den in New Hampshire liegenden Abschnitt. Aus diesem Grund gründete man in Maine 1836 die Maine, New Hampshire and Massachusetts Railroad. Am 7. April 1837 wurde die Andover&Wilmington Railroad in die Andover and Haverhill Railroad umbenannt. Im Oktober desselben Jahres verlängerte diese ihre Bahnstrecke nach Bradford. Der Merrimack River stellte hier jedoch eine natürliche Barriere dar, die es zunächst zu überwinden galt. Am 3. April 1839 wurde die Bahngesellschaft in Massachusetts erneut umbenannt, und zwar in Boston and Portland Railroad.
Erst am 1. Januar 1840 konnte die Brücke über den Fluss und die Verlängerung bis zur Grenze nach New Hampshire eröffnet werden. Gleichzeitig nahm die Boston&Maine den ersten Abschnitt ihrer Strecke von der Grenze bis East Kingston in Betrieb. Die Verlängerung bis Exeter wurde am 26. Juni 1840 eröffnet, am 28. Juli 1841 war Newmarket erreicht und am 24. September 1841 der Coffins Cut südlich von Dover, wo ein provisorischer Endbahnhof gebaut wurde. Der Cocheco River war hier dem zügigen Weiterbau im Weg. Dennoch wurde Ende 1841 die Brücke eröffnet und die Bahn bis Dover verlängert. Der provisorische Endbahnhof hatte bereits nach drei Monaten ausgedient.
Am 1. Januar 1842 verschmolzen die drei Bahngesellschaften in den berührten Bundesstaaten zur Boston and Maine Railroad (B&M). Der Abschnitt bis South Berwick (heute Cummings) in Maine ging Ende 1842 in Betrieb. Schließlich traf man mit der Portland, Saco and Portsmouth Railroad eine Übereinkunft, deren Strecke nach Portland mitzubenutzen. Am 2. Februar 1843 wurde die Bahnstrecke daher nach Agamenticus an der Bahnstrecke Portland–Portsmouth verlängert und war somit nach sieben Jahren Bauzeit fertiggestellt.

### Ausbau der Strecke und teilweise Stilllegung
Da die Züge der B&M zwischen Wilmington und Boston die ohnehin schon dicht befahrene Strecke der Boston and Lowell Railroad mitbenutzen mussten und es oft zu langen Wartezeiten in Wilmington kam, beschloss die Gesellschaft, eine eigene Strecke nach Boston zu bauen, die im Juli 1845 eröffnet werden konnte. Sie schloss im neuen Bahnhof Wilmington Junction an die bestehende Strecke an. Der Abschnitt von Wilmington nach Wilmington Junction wurde nun nicht mehr durch die Boston&Maine betrieben, sondern als Zweigstrecke durch die Boston&Lowell. Drei Jahre später wurde der Abschnitt jedoch stillgelegt und die Boston&Maine baute die Gleise ab. In den 1870er Jahren baute die Boston&Lowell die Strecke neu auf, jedoch auf einer weiter östlich gelegenen Trasse. Ebenfalls 1848 wurde der Abschnitt Ballardvale–North Andover stillgelegt und durch eine neue Streckenführung über Lawrence ersetzt. 
Auch der dritte heute nicht mehr existente Streckenabschnitt der Bahnstrecke Wilmington–Agamenticus wurde bereits im 19. Jahrhundert stillgelegt. Nachdem es zu Streitereien mit der Eastern Railroad, des schärfsten Konkurrenten um den Verkehr nach Maine, um die Mitbenutzung der Portland, Saco and Portsmouth Railroad gekommen war, löste die Boston&Maine 1870 den Vertrag und baute eine eigene Strecke von South Berwick nach Portland, die 1873 eröffnet wurde. Der Verkehr auf dem Abschnitt South Berwick–Agamenticus wurde sogleich eingestellt. Die Strecke blieb noch einige Jahre betriebsfähig, wurde jedoch 1879 abgebaut.
Das immer stärker werdende Verkehrsaufkommen auf der Bahn führte dazu, dass die Boston&Maine die Strecke nach und nach zweigleisig ausbaute. Bereits seit den 1850er Jahren war der Abschnitt Wilmington Junction–Andover zweigleisig, ab 1888 wurde das zweite Gleis schrittweise bis Dover verlängert, das es aber erst 1912 erreichte. Bis 1920 war die gesamte Strecke bis South Berwick zweigleisig ausgebaut.
Der Einsturz einer Brücke über den Oyster River südlich von Durham führte 1910 dazu, dass die Strecke im Stadtgebiet von Durham saniert und dabei einige hundert Meter nach Westen verlegt wurde. Die neue Streckenführung war außerdem notwendig geworden, da ein zweigleisiger Ausbau in der Ortsdurchfahrt von Durham nicht in Frage kam. Eine weitere kleinere Streckenverlegung ergab sich 1928, als eine Brücke nördlich von Newmarket erneuert werden musste.

### Niedergang und heutiger Betrieb
Seit 1946 setzte die Boston&Maine vor ihren Güterzügen auf der Strecke Diesellokomotiven ein, die Personenzüge blieben zunächst unter Dampf. Die letzten Dampfloks verkehrten 1952. 1958 wurde die Interstate 95 fertiggestellt, die nahezu parallel zur Bahnstrecke Wilmington–Agamenticus verläuft. Der daraus resultierende starke Rückgang der Beförderungszahlen führte im Januar 1965 schließlich zur Einstellung des Personenverkehrs zwischen Dover und Cummings. Etwa zu dieser Zeit ist zwischen Wilmington Junction und Ballardvale, zwischen Plaistow und Newfields, zwischen Rockingham und Dover und zwischen Rollinsford und Cummings das zweite Gleis abgebaut worden. Ein tägliches Zugpaar verkehrte noch bis zum 30. Juni 1967 zwischen Boston und Dover. Danach verkehrte nur noch ein tägliches Zugpaar bis Haverhill, das jedoch im Juni 1976 ebenfalls letztmals verkehrte. Somit war auf der gesamten Strecke der Personenverkehr eingestellt.
Im Dezember 1979 nahm die Massachusetts Bay Transportation Authority (MBTA) den Personenverkehr nach Haverhill wieder auf. Den Güterverkehr betreibt seit dem Konkurs der Boston&Maine Railroad 1983 die Guilford Transportation, die 2006 in Pan Am Railways umgegründet wurde. 
Anfang der 1990er Jahre begannen die Planungen für eine Amtrak-Verbindung von Boston nach Portland, die die Strecke zwischen Wilmington Junction und Cummings benutzen sollte. Aus Finanznot konnte der geplante Eröffnungstermin 1995 nicht gehalten werden und erst am 15. Dezember 2001 rollte der erste Downeaster über die Bahnstrecke nach Portland, nachdem ab 1999 neue Bahnstationen in Exeter, Durham und Dover gebaut wurden. Heute verkehren je Richtung täglich fünf Expresszüge der Amtrak auf der Strecke.

## Streckenbeschreibung
Die Bahnstrecke Wilmington–Agamenticus zweigte nördlich von Wilmington aus der Bahnstrecke Boston–Lowell ab und führte zunächst in nordnordöstliche Richtung. Der genaue Verlauf lässt sich heute nicht mehr nachvollziehen, da die Trasse durch neue Siedlungen überbaut ist. In Wilmington Junction trifft die Strecke auf die Strecke von Boston sowie auf die 1874 neugebaute Strecke von Wilmington. Die Bahn verläuft relativ kurvenarm bis Ballardvale. Hier biegt die heutige Strecke nach Nordwesten ab, während die ursprüngliche Strecke weiter nordnordostwärts verlief. Heute befinden sich die High Street in Andover und die Waverly Road in North Andover auf der ehemaligen Bahntrasse. Kurz hinter North Andover mündet von Westen kommend die heutige Strecke, die hier zweigleisig ist, wieder ein. Die heutige Strecke führt weiter westlich durch Lawrence, wo eine Strecke von Lowell und eine von Manchester einmünden.
Die Strecke verläuft nun am Ufer des Merrimack River, den sie in Haverhill überquert. Hier enden die Vorortzüge der MBTA. Die Trasse biegt zunächst nach Nordwesten ab, um in Höhe der Staatsgrenze nach New Hampshire wieder in nordöstliche Richtung weiterzuführen. Von hier geht es relativ geradlinig bis Exeter, und weiter entlang des Squamscott River bis Newfields. Die Strecke führt nun nordwärts bis Durham und biegt dann in nordöstliche Richtung ab. Durch Dover führt die Trasse weiter und überquert mit dem Salmon Falls River die Staatsgrenze nach Maine. Unmittelbar danach ist Cummings erreicht, wo die Strecke nach Portland abzweigt. Die alte Strecke nach Agamenticus ist jedoch noch deutlich zu erkennen, obwohl sie bereits seit 1879 stillgelegt ist. Sie führt in östliche Richtung weiter und nach etwa drei Kilometern mündet sie in die inzwischen ebenfalls stillgelegte Bahnstrecke Portland–Portsmouth.

## Unfälle
Am 6. Januar 1853 entgleiste etwa drei Kilometer nördlich von Andover ein Expresszug aus Boston in Richtung Lawrence. Ein Wagen stürzte die Böschung hinab. Drei Fahrgäste wurden getötet, darunter ein 11-jähriger Junge, der das einzige noch lebende Kind des wenige Wochen vorher zum US-Präsidenten gewählten Franklin Pierce war. Pierce und seine Frau überlebten das Unglück. Der Verlust des Sohnes hatte jedoch großen Einfluss auf die Amtszeit des Präsidenten.